# Chromis lineata
Chromis lineata es una especie de peces de la familia Pomacentridae en el orden de los Perciformes.

## Morfología
Los machos pueden llegar alcanzar los 7 cm de longitud total.

## Hábitat
Es un pez de mar.

## Distribución geográfica
Se encuentra en la Isla de Navidad, Indonesia, Filipinas, República de Palau, Nueva Guinea, Islas Salomón y norte de la Gran Barrera de Coral.